# Verseone
 (mai 2025).
Motif : Toutes les références comprises dans l'article étaient publiées par l'entreprise sur des sites de médias (brand content), quelles sont les sources neutres répondant à WP:CAAN ?
- Archive Wikiwix
- Bing
- Cairn
- DuckDuckGo
- E. Universalis
- Gallica
- Google
- G. Books
- G. News
- G. Scholar
- Persée
- Qwant
- (zh) Baidu
- (ru) Yandex
- (wd) trouver des œuvres sur Wikidata

| 1. | Préciser le motif de la pose du bandeau. | Précisez le motif de la pose du bandeau en utilisant la syntaxe suivante : {{admissibilité à vérifier\|date=août 2025\|motif=remplacez ce texte par le motif}}                |
| 2. | Informer les utilisateurs concernés.     | Pensez à avertir le créateur de l'article, par exemple, en insérant le code ci-dessous sur sa page de discussion : {{subst:avertissement admissibilité à vérifier\|Verseone}} |

 (octobre 2023).
VerseOne est une société de distribution de musique numérique, fondée en 2019 à New York.

## Activité
Cette société est également une plateforme de distribution signée qui fournit un service aux artistes et musiciens n'ayant pas signé de contrat avec des grands labels afin qu'ils puissent distribuer leurs chansons partout dans le monde via des marchands sur des segments en ligne tels que Spotify, Deezer, Anghami, Instagram Music, TikTok et YouTube Music.